# Huszárik Zoltán
Huszárik Zoltán (születési nevén Huszárik József, Domony, 1931. május 14. – Budapest, 1981. október 14.) Balázs Béla-díjas és posztumusz Kossuth-díjas magyar filmrendező, forgatókönyvíró, dramaturg, grafikus. Lánya Huszárik Kata Jászai Mari-díjas színésznő.

## Életpályája
Domonyban született. Mindössze kétéves volt, amikor édesapja meghalt. A József nevet középiskolás korában hagyta el („…a Józsefet átadtuk az elmúlásnak, vagy inkább az emlékeinknek” – írta későbbiekben édesanyjának). Gimnáziumi tanulmányait Aszódon, a Petőfi Sándor nyolcosztályos gimnáziumban végezte. Tanárai nagy hatással voltak rá, mint például Schéner Mihály festő. Innen három helyre is sikeresen felvételizett: a szegedi orvosi karra, a Képzőművészeti Főiskolára, és a Színház- és Filmművészeti Főiskola filmrendezői szakára. Ő ez utóbbit választotta, ahova 1950-ben vették fel, azonban – a család minden alapot nélkülöző kuláklistára kerülése miatt – 1952-ben eltávolították. 1959-ig járta sajátos, tehetségéhez méltatlan, de a művészetét mégis érlelő kálváriáját: volt földműves a szülőfalujában, olajbányász Bázakerettye olajmezőin, dekoratőr az ikladi Ipari Műszergyárban, dolgozott a Borsod megyei Tanács művészeti előadójaként is, majd 1957 után már megengedték, hogy világosító legyen a filmgyárban. Részt vett a városligeti Vajdahunyad várának restaurálásában, illetve közreműködött több rajzfilm elkészítésében (pl. Két bors ökröcske, 1955).
Az Elégiának számomra az a legnagyobb haszna, hogy a forgatás során olyan kollektívát sikerült kialakítanunk Tóth János operatőrrel, Durkó Zsolt zeneszerzővel, Morell Mihály vágóval és Csonka Ferenc hangmérnökkel, amely – ha új filmet rendezhetek – állandó marad.
1959-ben visszatérhetett a főiskolára (negyedéves hallgatóként rehabilitálták), Máriássy Félix legendás osztályába. Vizsgafilmje a Játék volt, mellyel azonnal kitűnt. Leonardo Fioravanti, a római filmfőiskola (Centro Sperimentale di Cinematografia) akkori igazgatója is felfigyelt rá – ennek köszönhette, hogy elfogadták 1961-ben szerzett filmrendezői diplomáját. Első alkotásai rövidfilmek voltak, már ezek érett művészt, kifejező képi megoldásokat mutattak. Egyik (újra)alapítója volt – elsősorban évfolyamtársaival – a fiatal filmművészek Balázs Béla Stúdiójának. Itt készítette el az Elégia című rövidfilmjét, ami a kiugrást jelentette számára 1965-ben. Egy újfajta filmes látásmódot teremtett, amellyel elnyerte az Oberhauseni Filmfesztivál kiemelt fődíját. Első játékfilmjével, a Krúdy Gyula világát szuverén módon, mégis hitelesen megidéző Szindbáddal (1971) a kortárs filmművészet halhatatlanjai közé emelkedett. Mindkét nagy sikerű film – ahogy többi alkotása is – egy filmtörténeti korszakban alkotók páratlan együttműködésén is alapult, amiben Huszárik Zoltán személyisége és sorsa is megnyilatkozott.

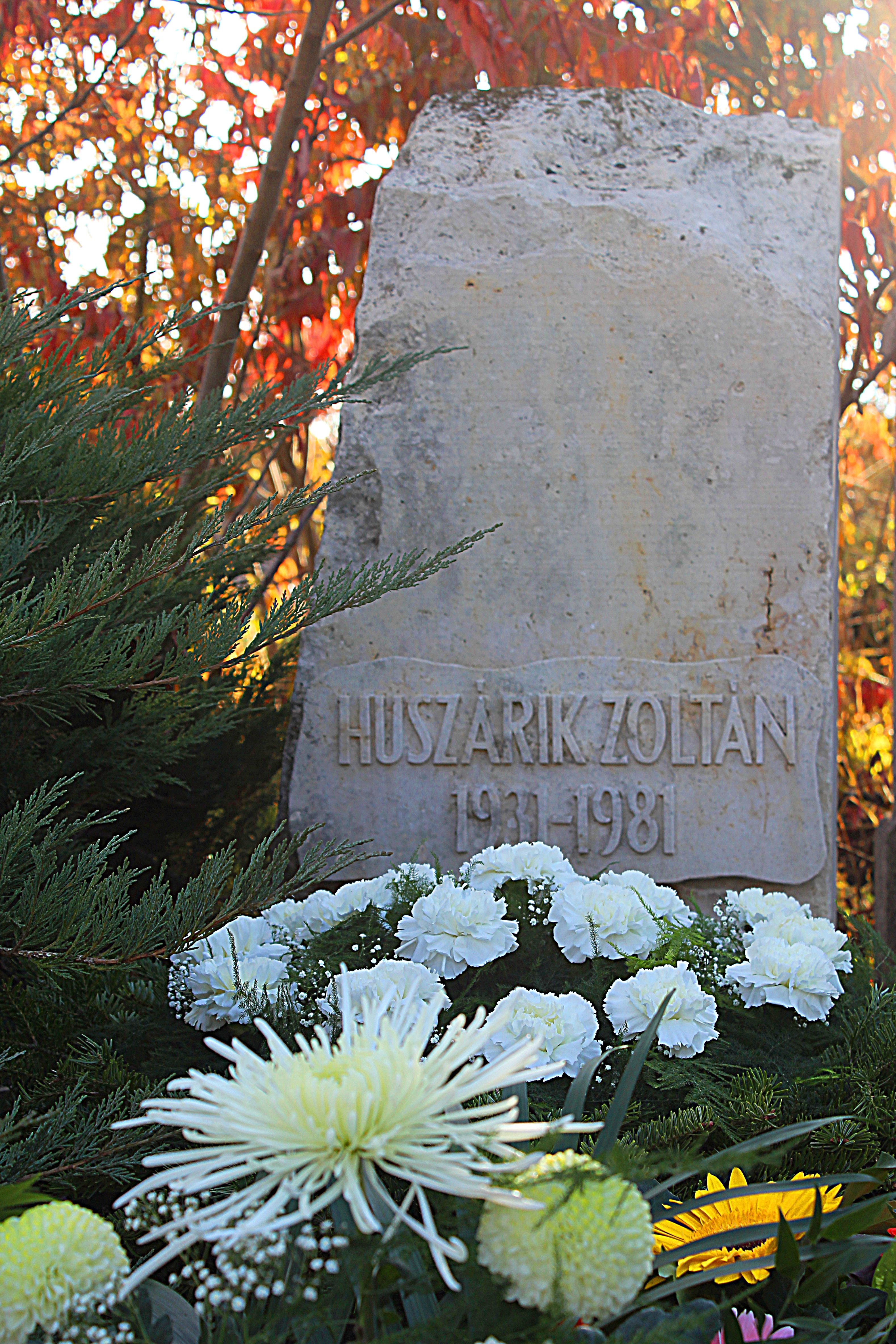

Huszárik Zoltán műveiben gyakran és nyomatékosan megjelenik az elmúlás gondolata, a halál. Asszociációkra építve vált ki erős érzelmi hatást a nézőben. Ezt a motívumvilágot dolgozza fel az 1977-ben készült A piacere (Ahogy tetszik) rövidfilm is, amely Major János sírkőfelvételeinek hatására született. Utolsó alkotásában, a Csontváry című filmben a különcnek tartott festőzseni és saját művészi portréját, hitvallását formálta eggyé, sajátos módon ábrázolva a művészegyéniség és a kor viszonyát.
Képi kultúráját, grafikus művészetét színház- és filmdíszlettervezőként is alkalmazta saját filmjeiben és könyvek illusztrátoraként is. Néha kisebb szerepeket vállalt egy-egy játékfilmben: Zöldár (r.: Gaál István), Budapesti mesék (r.: Szabó István), Holnap lesz fácán (r.: Sára Sándor), stb., illetve színházban, rádióban is rendezett.
1981-ben Budapesten, hirtelen, mindössze 50 évesen hunyt el.

## Magánélete
Feleségei: Melczer Annamária orgonista, majd pedig Móger Ildikó táncos, koreográfus voltak. Lánya, Huszárik Kata színésznő Nagy Anna színésznőtől született.

### Emlékezések

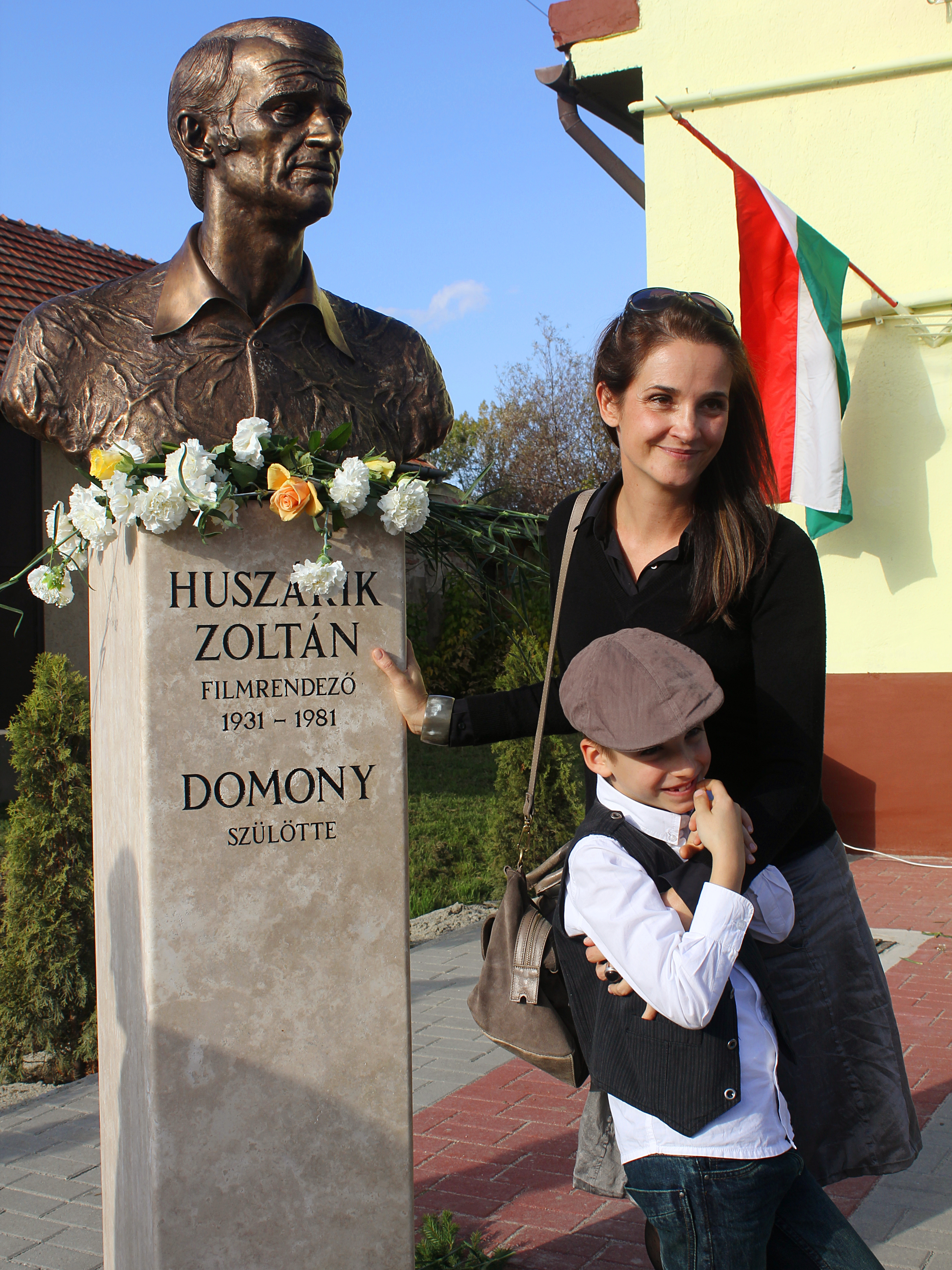
Szobrának avatásán lánya, Huszárik Kata és unokája, Gergő

Ágh István így vallott Huszárik Zoltán filmjeinek titkáról: „Stílusa egységes, mert mindig a halálba futó életről szól. Cselekménytelen, mert a lélek történetét kutatja, akár a költészet, képzőművészet és a zene. A motívumok eltűnnek és felbukkannak egyre tragikusabban; megunhatatlanok, mint a tenger, zöld rét és élet.”
1981–82-ben Fehér György filmrendező Emlékfilm címmel portréfilmet szeretett volna forgatni Huszárik Zoltán és Latinovits Zoltán emlékére, de a munkálatok elakadtak. Az elkészült anyagok sok már Huszárik-portréfilmben (pl. Mátis Lilla: Elégia Huszárik Zoltánról, 2002) felhasználásra kerültek, illetve egy Zolnay Pál portréfilm (Dialógus, 2013) is készült belőle Székely Orsolya szerkesztésében.[forrás?]
Huszárik-breviárium címmel készült film halálának egyéves évfordulójára (1982). A filmben fel-, és megidézik Huszárik Zoltán szinte egész pályafutását, bejátszva jeleneteket és riportokat fontosabb filmjeiből vagy azok forgatásáról, színészként Szabó István Budapesti mesék című filmjében, de az összeállításban magánemberként is megmutatkozik.
1984-ben jelent meg a Filmbarátok Kiskönyvtára – kortársaink a filmművészetben című sorozat keretében Zay László Huszárik kismonográfiája. Ugyanebben az évben a Magyar Televízió Fiatal Művészek Stúdiójának támogatásával – Mohi Sándor rendezésében – Huszárik néni címmel portréfilm is készült, amelyet csak 1987-ben mutattak be.[forrás?]
1985-ben, Fóton, a Mafilm telepének parkjában helyeztek el a filmrendezőre emlékező, nonfiguratív mészkő emlékkövet, Mészáros Dezső alkotását. Ugyanebben az évben grafikáival illusztrált emlékfüzet jelent meg a rendezővel, Fodor László szerkesztésében.[forrás?]
1986-ban a Petőfi Irodalmi Múzeumban Hommage à Huszárik Zoltán címmel emlékkiállítást szerveztek, amelyhez Lencsó László szerkesztésében egy Huszárik Zoltán grafikáival illusztrált katalógus is megjelent.[forrás?]
1990-ben a Szabad Tér Kiadó gondozásában, Lencsó László szerkesztésében Huszárik-breviárium címmel emlékkötetet adtak ki írásaiból.[forrás?]
2002-ben az Elégia Huszárik Zoltánról című film-etológiájában emlékezett meg gazdag életművéről és költői személyiségéről Mátis Lilla rendező és Jankura Péter operatőr, Durkó Zsolt filmzenéjének segítségével.
2006-ban a Magyar Filmtörténeti Fotógyűjtemény Alapítvány gondozásában Szindbád, a halhatatlan címmel album jelent meg a rendezőről.[forrás?]
Születésének 80. és halálának 30. évfordulóján, 2011-ben Huszárik Kata és édesanyja, Nagy Anna felhívást tettek közzé a „Huszárik Zoltán Alapítvány” létrehozására. Céljuk, hogy a filmrendező szülőházában, Domonyban, méltó helyre kerüljenek rajzai, hiszen kevesen tudják, hogy nemcsak rendező, de kiváló grafikus is volt. Az alapítványt neves művészek és közéleti személyiségek hozták létre, melynek 2016 februárjában érkezett meg a jogerősítő végzése.
2012-től a NMHH Médiatanács a Magyar Média Mecenatúra Program keretében Huszárik Zoltán Kisjátékfilmes és kísérleti filmes pályázat címmel hirdeti meg azok gyártási támogatását.
2013-ban, halálának 32. évfordulója (október 14.) alkalmából, szülőfalujában, Domonyban felavatták Monori Sebestyén szobrászművész róla készült bronz mellszobrát, illetve a községi művelődési ház ünnepélyesen felvette a művész nevét.
A 2018-as Ünnepi könyvhétre adta ki az MMA Kiadó a Talán mindenütt voltam – Huszárik Zoltán című könyvet, amiben Gelencsér Gábor tanulmánya mellett Huszárik Zoltán válogatott írásai és interjúi olvashatók. (A könyv mellékleteként egy új portréfilm is napvilágot látott In Memoriam Huszárik Zoltán címmel, újra Mohi Sándor rendezésében.)[forrás?]

## Filmográfia

### Játékfilmek

#### Rendező
- Szindbád (1971)
- Csontváry (1980)

#### Színész
- Zöldár (1965)
- Holnap lesz fácán (1974) ... Fotós
- Budapesti mesék (1976)
- Ékezet (1977)

### Tévéfilmek

#### Rendező
- A dolgok eredete (1968)
- Amerigo Tot (1969)
- Törvényt teremtő mesterek (1974)
- Négy műsoretűd az MTV Közművelődési Főszerkesztősége számára: Maszkok, álarcok, Ékszerek, Pénz és kereskedelem, Művészet és mágia
- Két lírai riport az MTV Irodalmi és Drámai Főosztálya számára: (Ladányi Mihály, 1976, Kormos István 1977)

#### Színész
- Koplalóművész (1975)

### Rövidfilmek
- Játék (1959-főiskolás vizsgafilmje)
- Elégia (1965)
- Groteszk (1963)
- Egy mentőorvos naplójából (1967)
- Heten a hegy ellen (1968)
- Hegyi kiképzés (1968)
- Ugye te is akarod? (1968)
- Capriccio (1969)
- Tisztelet az öregasszonyoknak (1971)
- A piacere (1976)

## Rádió
- Rádiószínház – Szegény Yorick (rádióra alkalmazta: Marsall László; közreműködők: Kormos István és Dégi István; rendező: Huszárik Zoltán) 1979.[22]
- Füst Milán, Tóbiás Áron: Pegazus istállója – Szavakból épített katedrálisok (rádióra alkalmazta: Tóbiás Áron; közreműködők: Dégi István és Nagy Anna; szerkesztő: Puskás Károly; rendező: Huszárik Zoltán) 1980.[23]

## Díjai
- Oberhauseni nemzetközi filmfesztivál – kiemelt, kísérleti kategória fődíja (Elégia 1966)[24][25]

legjobb nemzeti műsor díja (Amerigo Tot, 1970.)
katolikus zsűri díja (A Piacere 1977)
- Film- és tévékritikusok díja (Elégia 1966, Szindbád 1972 – nagydíj)[25][27]
- Elismerő oklevél, Velence (Amerigo Tot 1970.)[26]
- Miskolc város díja – a Kísérleti és játékfilm kategória díja és a Filmkritikusok díja ('Elégia 1966)[26]

– a zsűri operatőri díja (Amerigo Tot, 1970)
– (Tisztelet az öregasszonyoknak, 1973)
- Mannheim Nemzetközi Filmfesztivál Szakmai zsűri – a legjobb elsőfilmes rendezés díj (Szindbád, 1972)[25][26][28]
- Evangélikus Filmközpont – Joseph von Sternberg díj (Szindbád, 1972)[25][26]
- Cracow Film Festival – C.I.D.A.L.C. díj (Tisztelet az öregasszonyoknak 1973)[26][29]
- Balázs Béla-díj (1973)
- Atlantai Filmfesztivál – különdíj (Szindbád, 1973)[25]
- Auckland Nemzetközi Filmfesztivál szakmai zsűri – legjobb rendezés díja (Szindbád, 1973)[25][28]
- Milánó Nemzetközi Filmfesztivál Szakmai zsűri – Nagydíj „Agis Kupa” (Szindbád, 1973)[25][28]
- Atlanta Nemzetközi Filmfesztivál Szakmai zsűri – Arany Különdíj (Szindbád, 1973)[26][28]
- Barcelona – Aranyérem (Tisztelet az öregasszonyoknak, 1973)[26][30]

Barcelona – Első díj (A Piacere 1977)
- Érdemes művész (1978)
- Tampere Nemzetközi Rövidfilm Fesztivál – Grand Prix (A piacere, 1978)[26][31]
- Primus inter pares (I. Gála) – Magyar Művészetért Posztumusz Díj (1988.)[32]
- Kossuth-díj (posztumusz, 1990)
- Filmmúzeum „Nagy Film” – a legjobb magyar film (Szindbád 2010)[33]
- Magyar Örökség díj (2014) /posztumusz/[34][35][36]